# Aquatic Microbial Ecology
Aquatic Microbial Ecology (дословно — «Экология водных микроорганизмов») — ежемесячный рецензируемый научный журнал, охватывающий все аспекты динамики водных микроорганизмов, в частности вирусов, прокариот и эукариот в морских, пресноводных и солоноватоводных местообитаниях. Журнал был первоначально основан в 1985 году П. Бужисом и Ф. Рассулзадеганом под названием Marine Microbial Food Webs («Пищевые сети морских микроорганизмов»), а своё нынешнее название журнал получил в 1995 году. В настоящее время журнал издаётся издательством Inter Research.

## Индексирование
Журнал индексируется:
- Aquatic Sciences & Fisheries Abstracts[англ.]
- BIOSIS Previews[англ.]
- CAB Abstracts
- Science Citation Index Expanded
- Scopus